# Plecia tergorata
Plecia tergorata är en tvåvingeart som beskrevs av Camillo Rondani 1875. Plecia tergorata ingår i släktet Plecia och familjen hårmyggor. Inga underarter finns listade i Catalogue of Life.